# Hasselblad Center

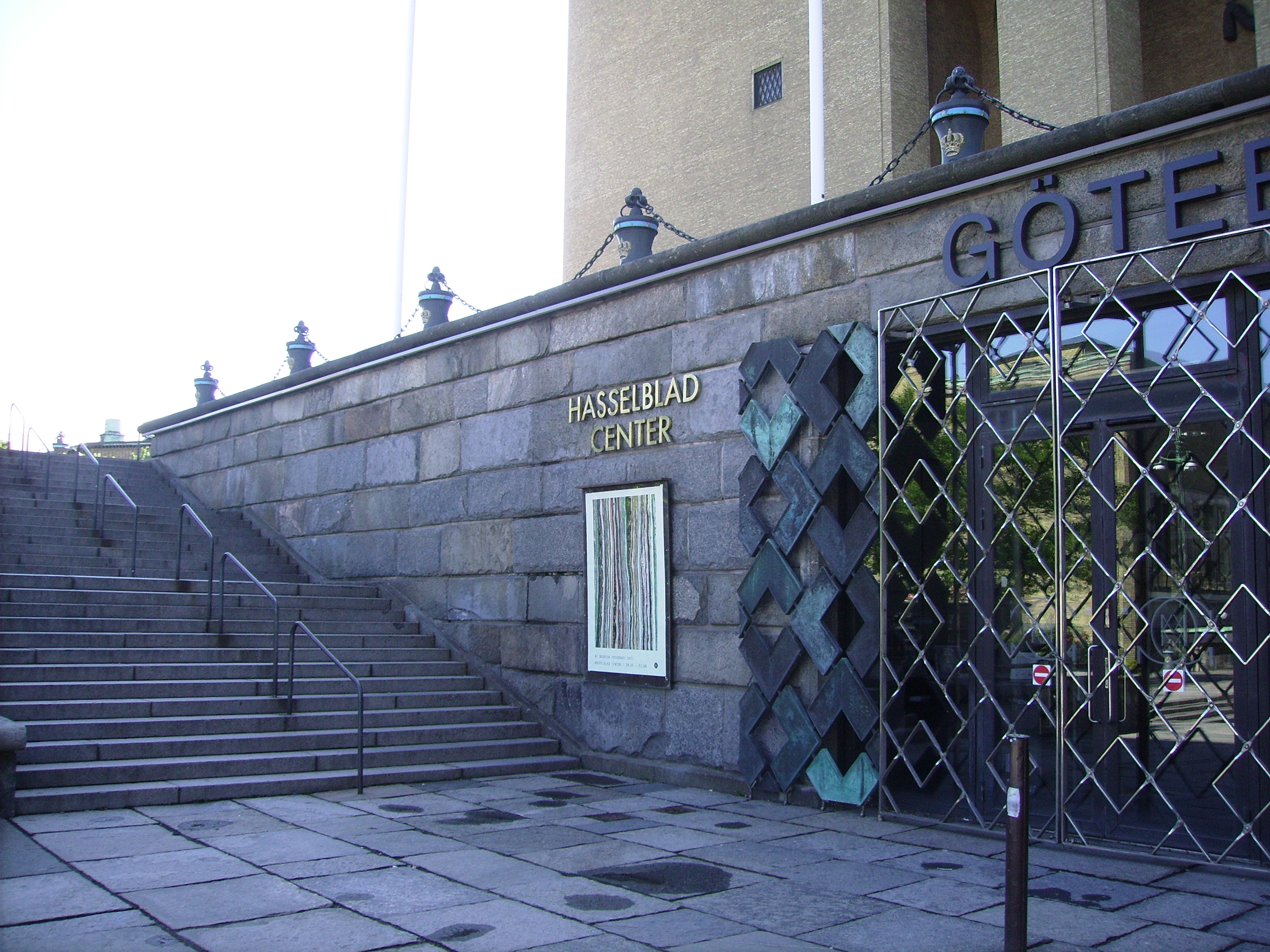
Ingång till Hasselblad Center, juli 2011.

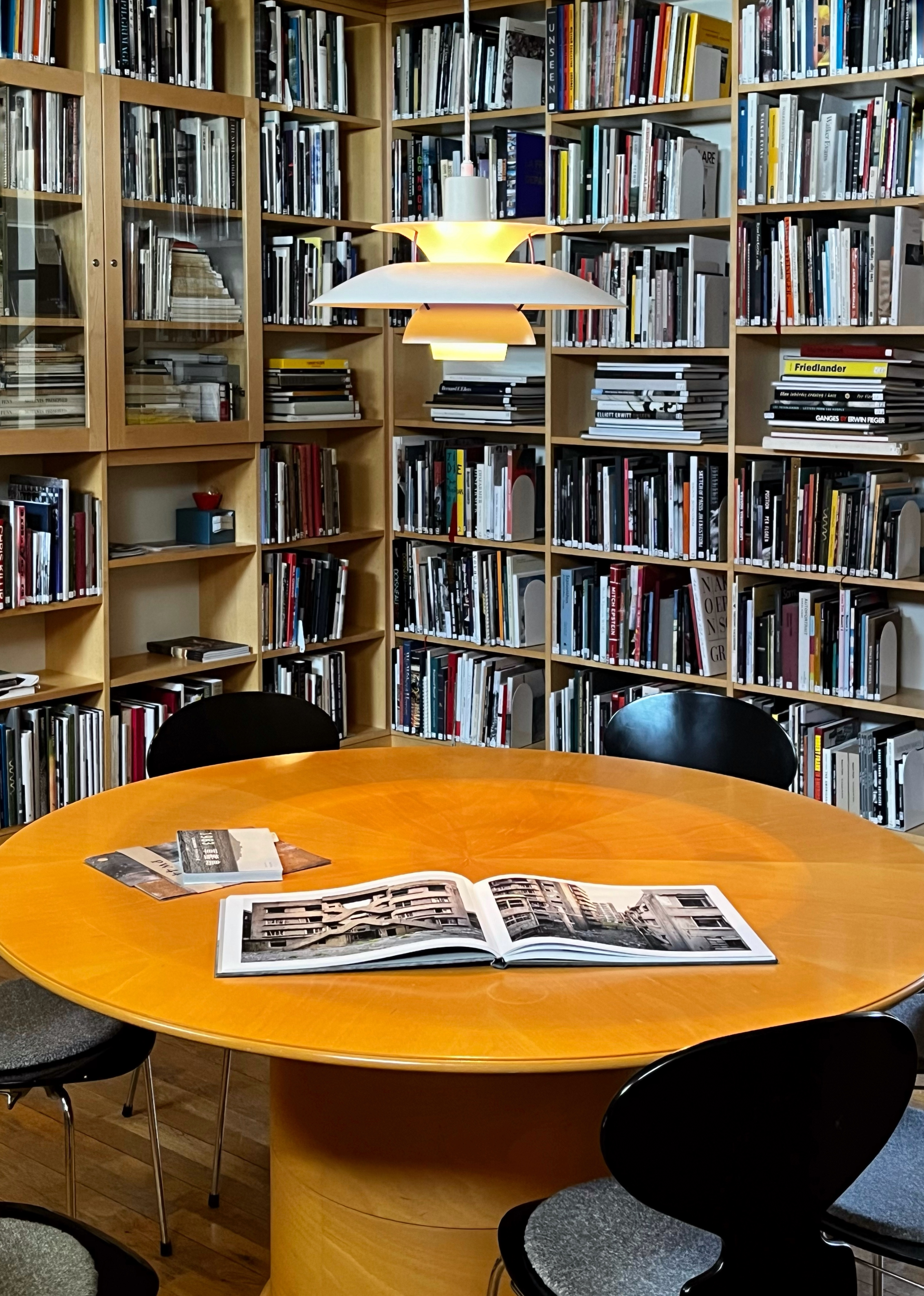
Del av Hasselbladstiftelsens referensbibliotek.

Hasselblad Center är Hasselbladstiftelsens utställningshall i Göteborgs konstmuseums lokaler. Tidigare var Hasselblad Center en särskild stiftelse som Hasselbladstiftelsen bildade 1989. Dess ändamål var att främja vetenskaplig forskning och undervisning inom fotografi. Verksamheten ingår från och med 2008 i Hasselbladstiftelsen.

## Verksamhet
I Hasselblad Center presenteras tre stora utställningar per år, varav en är årets Hasselbladspristagare. Utställningsverksamheten är inriktad på etablerade och yngre svenska och internationella fotografer. Hasselbladstiftelsen lägger under visningarna fokus på visuell läsning och långsamt seende.
Där visas också den permanenta utställningen I Am the Camera (tidigare Hasselblad and the Moon). Människans första steg på månen förevigades med en Hasselbladkamera, och bilderna hör till de mest ikoniska i fotografins historia. Utställningen belyser kamerans utveckling, det avgörande samarbetet med NASA och personerna bakom både kameraföretaget och Hasselbladstiftelsen: Erna och Victor Hasselblad.
Som en separat del av Hasselblad Center finns Hasselbladstiftelsens bibliotek (öppnat 1999) och kontor. Den har entré från Ekmansgatan 8, till skillnad från utställningsdelen som nås via huvudingången till konstmuseet. Biblioteket, ett referensbibliotek som lagrar cirka 16 000 böcker och kataloger med anknytning till fotografi, är öppet för studenter, forskare och andra fotointresserade. I anslutning till biblioteket finns Erna och Victor Hasselblads arkiv, inklusive unikt historiskt material.